# Dampierre-sur-Salon
Dampierre-sur-Salon is een gemeente in het Franse departement Haute-Saône (regio Bourgogne-Franche-Comté). De plaats maakt deel uit van het arrondissement Vesoul. Dampierre-sur-Salon telde op 1 januari 2022 1.248 inwoners.

## Geografie
De oppervlakte van Dampierre-sur-Salon bedroeg op 1 januari 2022 18,8 vierkante kilometer; de bevolkingsdichtheid was toen 66,4 inwoners per km².

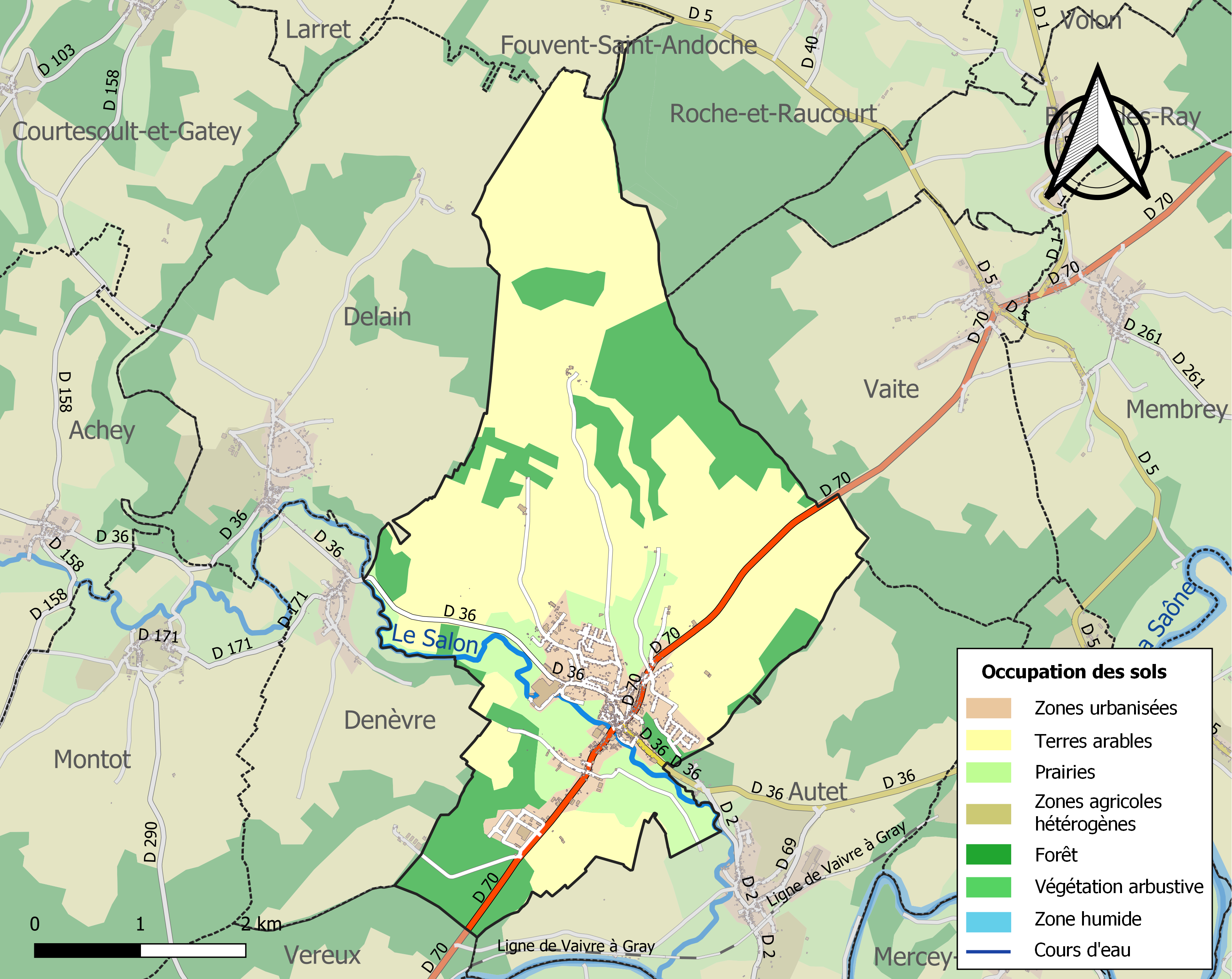
Kaart van de gemeente met de belangrijkste infrastructuur, bodemgebruik en omliggende gemeenten

## Demografie
Onderstaande figuur toont het verloop van het inwonertal (bron: INSEE-tellingen).